# Нукуалофа
Нукуало́фа (тонг. Nukuʻalofa) — столица королевства Тонга. Население — 24 310 человек (2010). Находится на острове Тонгатапу. В Нукуалофе расположен морской порт.

## Природные условия
Нукуалофа расположена на крупнейшем коралловом острове архипелага Тонга — Тонгатапу. Климат в этой местности тропический океанический. Температура воздуха в течение года колеблется от +20 до +26 °C. Сезон дождей длится с декабря по апрель. Осадков выпадает около 1500 мм. Естественная растительность представлена главным образом тропическими лесами, кустарниками и пальмами.
| Показатель                                                | Янв. | Фев. | Март | Апр. | Май  | Июнь | Июль | Авг. | Сен. | Окт. | Нояб. | Дек. | Год  |
| --------------------------------------------------------- | ---- | ---- | ---- | ---- | ---- | ---- | ---- | ---- | ---- | ---- | ----- | ---- | ---- |
| Средний суточный максимум, °C                             | 29,4 | 29,9 | 29,6 | 28,5 | 26,8 | 25,8 | 24,9 | 24,8 | 25,3 | 26,4 | 27,6  | 28,7 | 27,3 |
| Средний суточный минимум, °C                              | 23,4 | 23,7 | 23,6 | 22,1 | 20,3 | 19,5 | 18,1 | 18,2 | 18,6 | 19,7 | 21,1  | 22,5 | 20,9 |
| Норма осадков, мм                                         | 174  | 210  | 206  | 165  | 111  | 95   | 95   | 117  | 122  | 128  | 123   | 175  | 1721 |
| Источник: http://www.met.gov.to/index_files/nukualofa.pdf |      |      |      |      |      |      |      |      |      |      |       |      |      |

## Население, язык, вероисповедание
Численность населения города — 24 310 человек (2010). В городе проживают в основном тонганцы (96 %). Официальных языка два — тонганский и английский. Верующие — главным образом мормоны.

## История развития города
Первым из европейцев на остров Тонгатапу высадился в 1643 году голландский мореплаватель Абель Тасман. В 1773 и 1777 годах территорию Нукуалофы посетил английский капитан Джеймс Кук. Приблизительно к середине XIX века островные группы Тонга были объединены под властью короля, который в 1900 году подписал с Великобританией договор об установлении протектората над королевством. После отмены протектората в 1970 году страна была провозглашена независимым государством, и Нукуалофа получила статус столицы Тонга.

## Культурное значение
Главной достопримечательностью столицы Тонга является королевский дворец, построенный в 1867 году. В окрестностях города сохранились развалины оборонительных сооружений древних цивилизаций Океании и гробницы древних тонганских аристократов. Город изобилует пляжами. Знаменит множеством видов орхидей, которые растут в черте города.